# Euselasia lycaeus
Euselasia lycaeus is een vlindersoort uit de familie van de prachtvlinders (Riodinidae), onderfamilie Euselasiinae.
Euselasia lycaeus werd in 1888 beschreven door Staudingerl.